# Domus de Sala-d'Heures
La Domus de Sala-d'Heures és un edifici al municipi de Santa Eugènia de Berga (Osona). Les úniques restes que han pervingut de la torre romànica de Sala d'Heures són la capella de Sant Joan, dues llindes esculpides procedents del frontispici de la torre i un timpà, un conjunt declarat bé cultural d'interès nacional.

## Arquitectura
Les llindes esculpides duen una inscripció llatina; el timpà, també esculpit, porta l'anagrama de l'alfa i omega amb una creu. Aquestes restes es guarden a l'interior de l'anomenat nou castell, penjades en una paret de cara a migjorn, prop de la capella de la Mare de Déu del Carme, la qual fou construïda per encabir les despulles de santa Amància, nena màrtir romana portada de les catacumbes de Roma que abans havia descansat a la capella de Sant Joan.
La capella de Sant Joan d'Heures és un edifici romànic, de factura simple. Està orientada de migdia a nord, a causa del pendent del lloc on fou construïda. És de planta rectangular, construïda amb carreus grossos combinats amb carreuades. Al mur de migdia hi ha la porta, rectangular però amb llinda semicircular, una finestra d'arc de mig punt al damunt i un campanaret d'espadanya coronant la façana. La capella serveix avui de recer d'algunes pedres treballades procedents de l'antiga torre i de les velles ruïnes.
El casal actual fou construït prop de les ruïnes de l'antic casal, malmès pels francesos el 1809, que incloïen una torre rectangular i la capella de Sant Joan, l'única que ha pervingut. Tant el castell nou- ara una moderna mansió de pedra d'estil neoromànic- com la capella de la Mare de Déu del Carme foren construïts entre 1930 i 1934. L'antiga torre rectangular restà dempeus fins al 1937.

## Història
Aquesta domus, a vegades anomenada castell, es trobava dins l'antic terme del castell de Taradell. La primera notícia sobre el Castell d'Heures no es troba fins al 1146, quan Guillem d'Eures donà al monestir de l'Estany l'alou que tenia a la parròquia de Sant Martí Sescorts.
El caràcter defensiu de la casa d'Eures es fa patent en un altre conveni fet l'any 1148 entre el bisbe de Vic i els germans Guillem i Pere d'Eures; aquests per les donacions que els feia el bisbe, prometien defensar el dret de l'església vigatana i concedien al bisbe i als canonges el dret d'entrar, sortir i guerrejar en el castell d'Eures.
Al final del segle XII la família Eures es cognomenà Rocafort. Molt aviat el cognom es perdé, ja que el 1225 Elisenda de Rocafort en l'acte d'esposalles cedí al seu marit, Berenguer de Santa Eugènia, la seva fortalesa d'Eures. A partir d'aquest moment els senyors d'Eures es cognominaren Santa Eugènia. Al principi del s. XV, passà a la família Dos-rius de Torelló per venda de Roger de Vilademany, que també l'havia comprat; per casament, la família Sala de Vic, esdevingué senyora d'Eures. També per enllaç matrimonial passà a la família Tallander, després als Pascual i, finalment, als Font-coberta.
Aquesta fortalesa perdurà en una gran part del seu edifici, sobretot la seva torre, fins al 1937, que s'esfondrà tota sola. Això no obstant, l'any 1910 havia estat objecte d'un minuciós estudi i restauració per part de Josep Gudiol i Cunill.
El casal modern s'aixecà sobre el solar de l'antiga domus que hi havia al costat de la torre.
Respecte a la capella, segons la Consueta Vella es va construir l'any 1773. De l'any 1227 data el testament d'Elisenda de Rocafort, en el qual apareix citada la capella i el castell. Torna a ser citada en el testament de Pere Marc de Santa Eugènia, de 1285.
La capella de Sant Joan no era, però, una capella de devoció únicament de la família Heures-Rocafort-Santa Eugènia. Consten també deixes en la majoria de testaments dels feligresos de Santa Eugènia.
Els indicis de culte són constants fins al 1934, quan aquest fou traslladat a la nova capella de la Mare de Déu del Carme, situada sobre la torre del casal. Durant dos segles va hostatjar el cos de Santa Amància, avui també a la nova capella. Aquesta santa, va ser entregada a la família Pasqual pel Papa Climent X
L'any 1920 la capella de Sant Joan fou restaurada pels seus propietaris, arrebossant l'interior i simulant-hi carreus.
L'any 1936 l'església va ser profanada. Avui es manté sense culte i fa les funcions de magatzem.